# Pazo de Tor
El Pazo de Tor es un edificio de estilo barroco situado en la localidad de Tor, en el ayuntamiento de Monforte de Lemos, provincia de Lugo (España).
Actualmente, el Pazo de Tor está gestionado por la Diputación de Lugo a través de la Red Museística Provincial de Lugo y permite la visita a las instalaciones de manera completamente gratuita, previa reserva en la página web. 

## Características
Está situado en una colina sobre el valle de Lemos. El edificio actual fue construido en el último tercio del siglo XVIII, aunque conserva algún vestigio anterior, teniendo sus orígenes en el linaje de los Garza de Castrillón, en el siglo XIV. Posteriormente fue reformado tras el incendio que sufrió por parte de las tropas napoleónicas durante la Guerra de la Independencia Española. Perteneció a los descendientes directos del linaje hasta María de Lana Paz Taboada de Andrés y Zúñiga, que lo donó a la Diputación de Lugo. Después de acometer obras de acondicionamiento y acceso, se abrió cómo museo el 13 de julio de 2006.
Es de estilo barroco con características neoclásicas, como su sobriedad y simetría, con los elementos decorativos concentrados en las fachadas. En el edificio está diferenciada el bajo andar, que alberga las dependencias del servicio (cocheras, bodegas, cortes, tullas, vivienda de los criados y caseros...) y un primer nivel reservado a la residencia de los dueños del pazo, con cinco salones, habitaciones anejas, despacho, aseos, dos comedores y capilla de doble altura. Desde un balcón puede verse el laberinto barroco, formado por cuatro gusanillos, dispuesto en el espacio de la huerta.
Se relacionó con los linajes de los Garza, Quiroga, Losada, Sarmiento, Taboada y otros. Conserva piedras de armas de los Sarmiento, Quiroga de la Puebla, Valladares y otros.
Alberga una completa biblioteca, de casi 3.000 ejemplares, en la cual se encontró en 2011 un callejero de Lugo de mediados del siglo XVIII y una Carta Geométrica de Galicia, realizada por Domingo Fontán.

## Galería de imágenes

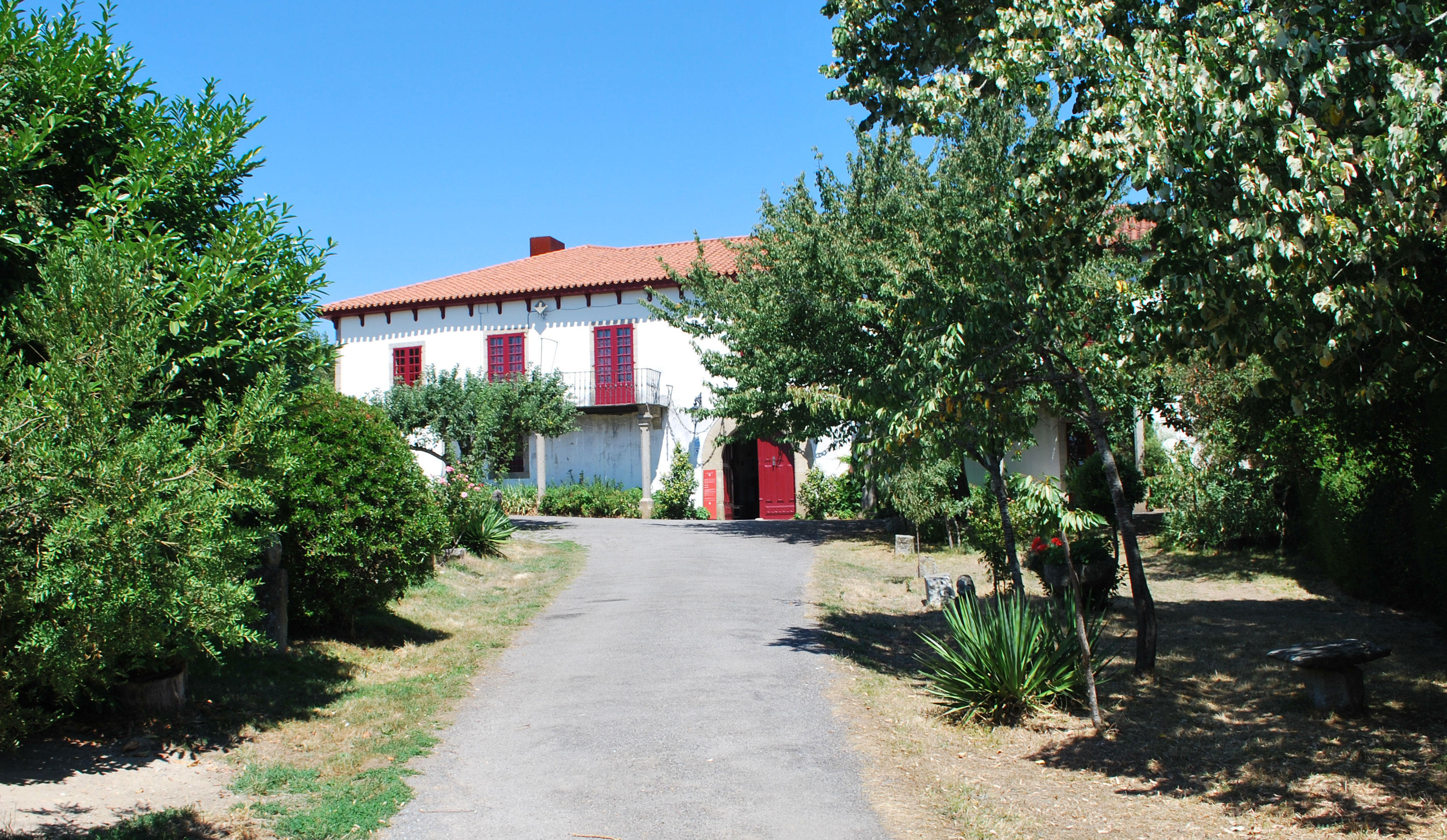
Pazo de Tor en Monforte de Lemos, Diputación de Lugo.